# 후후이주

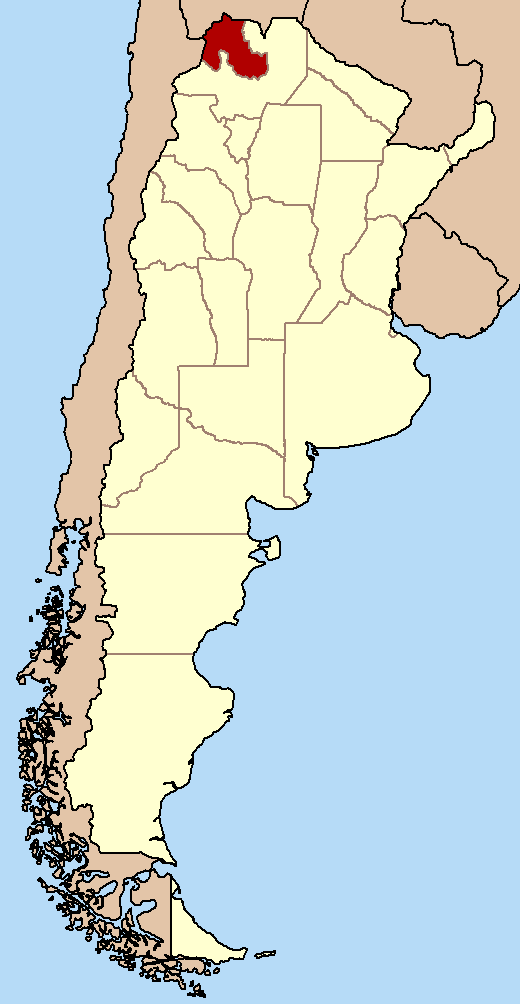
후후이 주

후후이주(정식 명칭은 Provincia de Jujuy)는 아르헨티나의 주이다. 아르헨티나 국토의 북서쪽 끝에 자리잡고 있으며 칠레, 볼리비아와 국경을 접하고 있다. 동쪽과 남쪽으로 살타주와 접하고 있다. 16개 군을 관할한다.

## 유래
후후이(Jujuy)라는 이름은 16세기 말 스페인인들이 잉카 지방의 총독(xuxuyoc)을 만났기 때문에 붙여진 이름이다.

## 역사
오마구아카스와 오클로야스로 알려진 콜럼버스 이전의 주민들은 농업을 연습했고 구아나코를 길들였다. 그들은 진흙으로 만든 오두막을 가지고 있었고, 그들의 마을을 보호하기 위해 돌 요새를 세웠다. 그러한 요새의 예로는 푸카라 데 틸카라(스페인어: Pucará de Tilcara)가 있다. 오마구아카스와 오클로야스는 이후 확장기에 잉카인들에게 정복되었다.
1593년 프란시스코 데 아르가냐라지 무르기아의 노력으로 후후이 계곡에 작은 정착지(현재의 산살바도르 데 후후이)가 세워졌다. 식민지군은 원주민인 칼차키족과 오마과카스족의 저항에 맞서 싸웠으며, 결국 유럽인들이 마을에 정착하게 되었다.
17세기 말, 페루 부왕령의 관습은 코르도바에서 후후이로 옮겨졌다.
페루에서 분리되고 리오 데 라 플라타 부왕령이 생기면서 후후이는 중요성을 잃고 인구가 감소하기 시작했다.
5월 혁명과 남부 연합 지방의 독립을 위한 전투 동안, 스페인 군대가 페루에 집중되었기 때문에 후후이에서 많은 대립이 일어났다. 후후이 주민들은 마누엘 벨그라노 장군이 이끄는 초토화 정책으로 대규모 피난을 감행한 후후이 엑소더스를 견뎌야 했다. 결국 스페인군은 항복했지만, 전쟁은 이 지역의 경제에 심각한 영향을 미쳤다.
1834년 11월 18일 투쿠만주와 살타주로부터 자치를 선언했다. 후후이는 점진적인 경제적, 사회적 개선 과정을 시작했고, 19세기 말 사탕수수 산업이 성장했다. 20세기 초, 철도는 이 지방과 부에노스아이레스, 볼리비아 라파스를 연결했다.
1945년, 아르헨티나 최초의 현대식 제철소가 후후이에 설치된 대통령 경제 고문 마누엘 사비오 장군의 손에 의해 처음으로 중공업이 후후이에 도착했다. 1969년에 석유가 풍부한 살타주에 가입했다.
호라시오 구스만 국제공항은 1967년부터 운영되고 있다.

주기
주 문장

## 사진

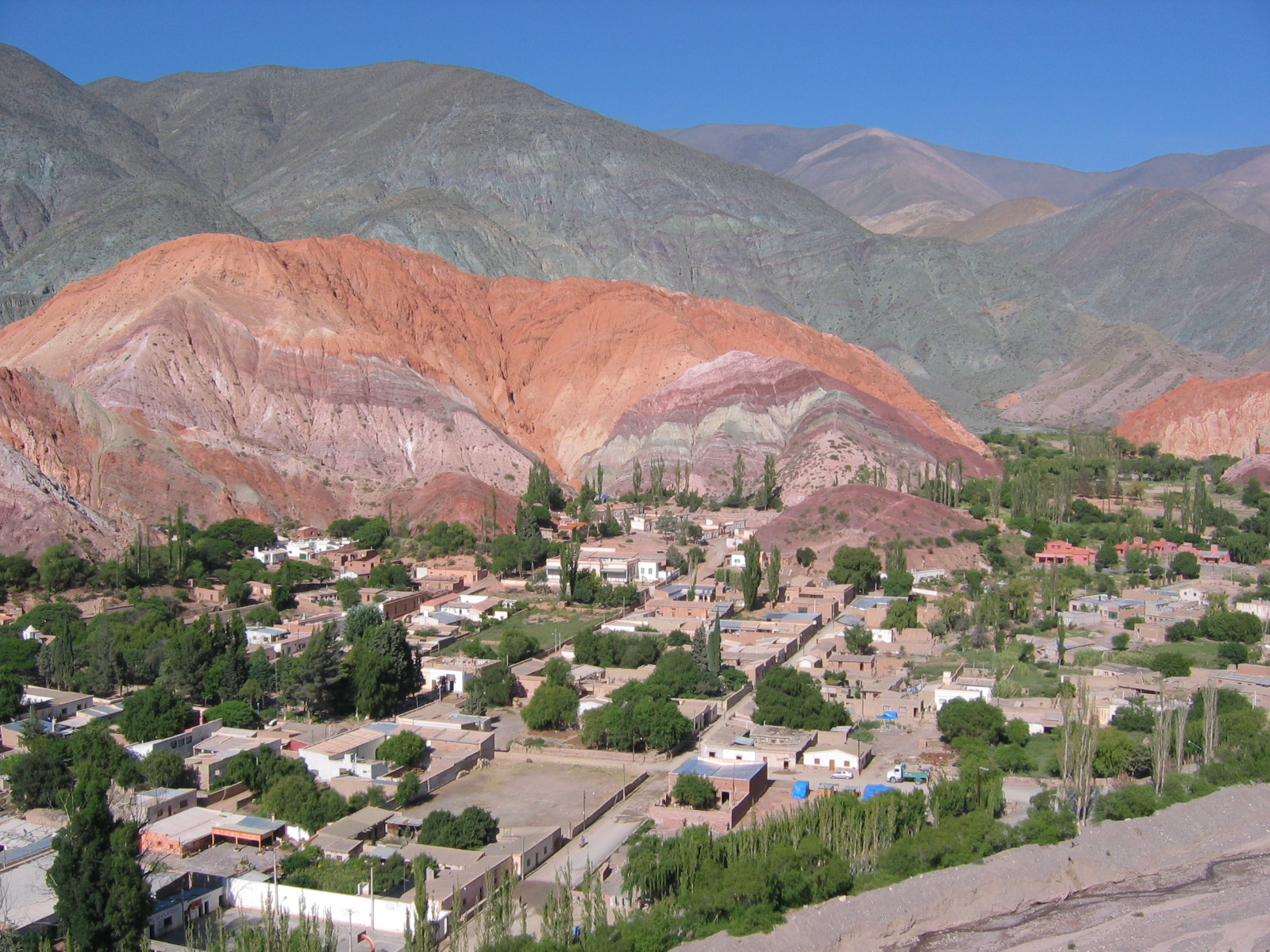
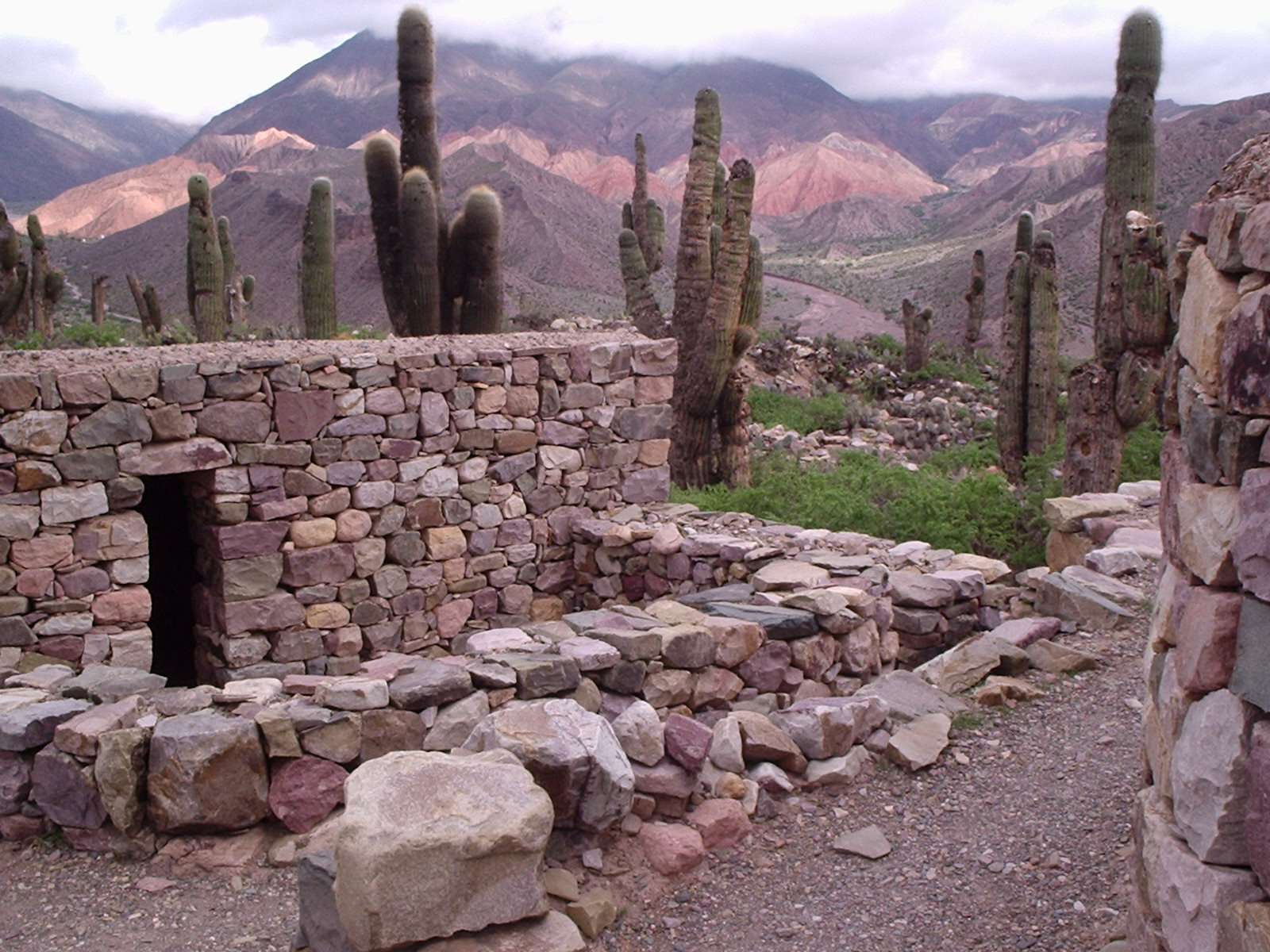
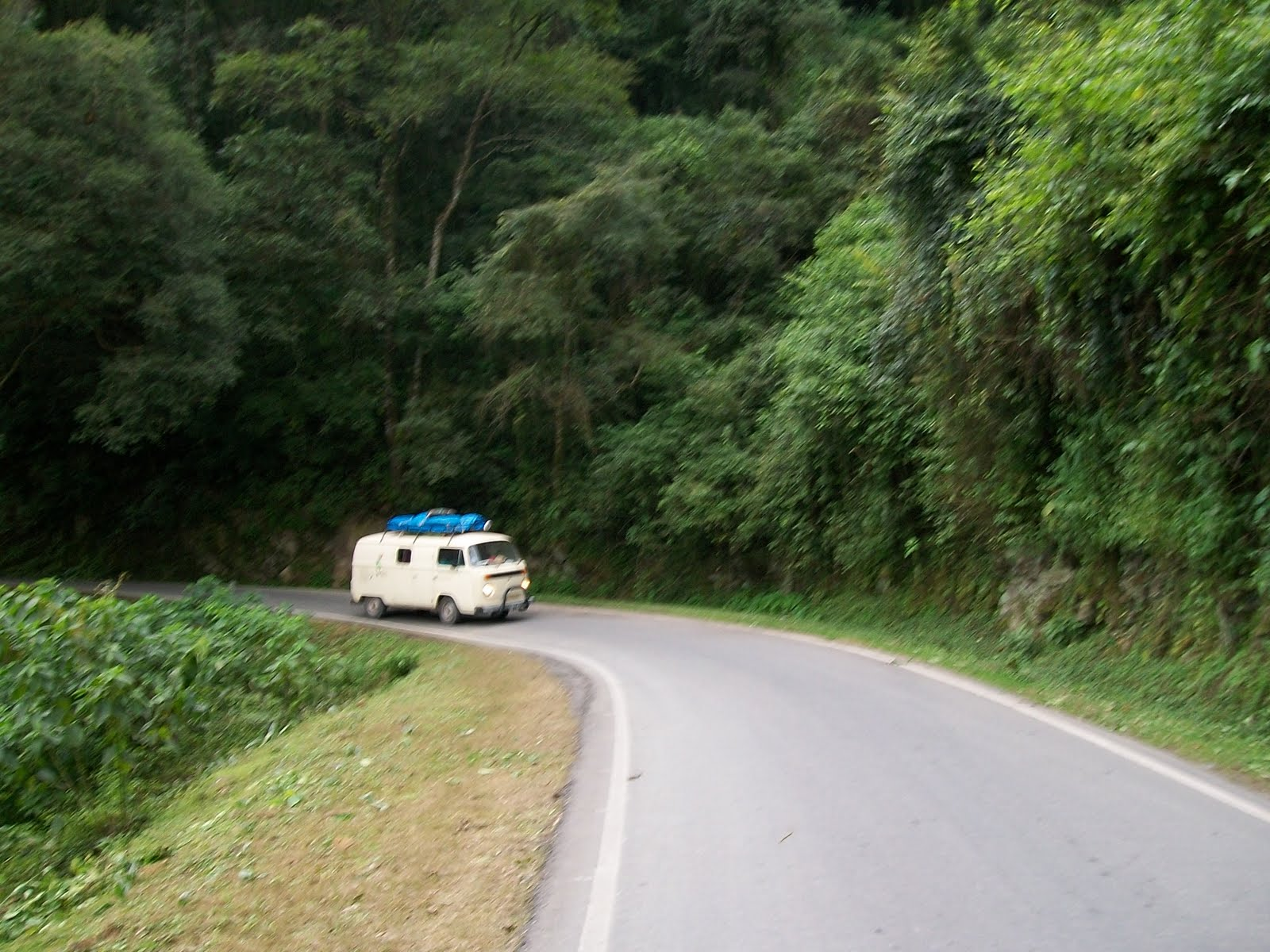
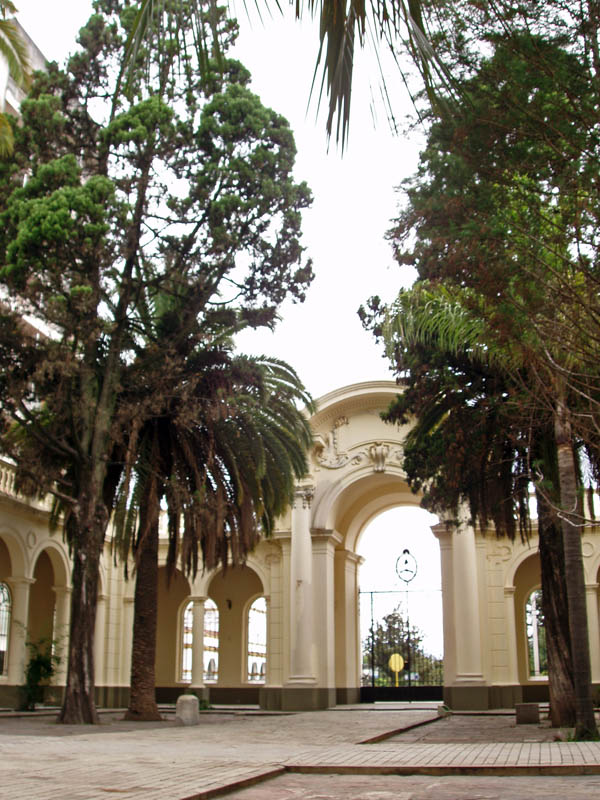